# Stanisław Urban
Stanisław Urban (13. september 1907 i Warszawa – april 1940) var en polsk roer som deltog i de olympiske lege 1928 i Amsterdam, 1932 i Los Angeles.
Urban vandt en bronzemedalje i roning under OL 1932 i Los Angeles. Han var med på den polske fire som kom på en tredjeplads, efter Tyskland og Italien, i fire med styrmand. Mandskabet på fireren var, Uraban, Jerzy Braun, Janusz Ślązak, Edward Kobyliński og Jerzy Skolimowski som var styrmand.
Urban døde i Katynmassakren i Sovjetunionen i 1940.